# Nemojany
Nemojany (en allemand : Nemojan) est une commune du district de Vyškov, dans la région de Moravie-du-Sud, en République tchèque. Sa population s'élevait à 749 habitants en 2020.

## Géographie
Němčany se trouve à 7 km au sud-sud-ouest de Vyškov, à 24 km à l'est-nord-est de Brno et à 201 km au sud-est de Prague.
La commune est limitée par Račice-Pístovice au nord, par Luleč à l'est, par Rostěnice-Zvonovice au sud-est, par Tučapy au sud, et par Habrovany et Olšany à l'ouest.

## Histoire
La première mention écrite du village date de 1131.